# SCORPION/スコーピオン
『SCORPION/スコーピオン』（原題：Scorpion）は、2014年9月22日から2018年4月16日までCBSで放送されたアメリカ合衆国のテレビドラマシリーズである。ウォルター・オブライエンと仲間の、諸事に不器用ながら合計IQが700を超える天才集団4人組が、様々な問題を解決してゆく。

## 概要
アイルランドに住んでいたウォルター・オブライエンは、11歳の時、NASAのコンピュータにハッキングしたことで、国土安全保障省の特別捜査官ケイブ・ガロにアメリカに連れて来られ政府への技術協力をすることになった。時が経ち成人したウォルターは、行動心理学者のトビーとメカの天才ハッピー、天才数学者シルヴェスターの3人とともに会社"スコーピオン"を設立したが、まともな仕事の依頼は得られていなかった。そんなある日、捜査官ガロがやってきて、ロサンゼルス空港のコンピュータシステムがダウンし、墜落寸前の旅客機56機を救うためにウォルターたちの助けを求める。"スコーピオン"の4人はそれぞれの能力をフル稼働して危機に立ち向かう。"スコーピオン"は国土安全保障省との契約を得たが、チームの天才たちは他人とのコミュニケーションに問題を抱えているため、一般人のペイジを"通訳"および"潤滑油"として雇う。チームは、ペイジとその息子でやはり天才のラルフとのコミュニケーションを手助けする。
シーズン1の第1話は1週間以内の録画視聴を加えて1922万人に視聴された。2017年9月25日からはシーズン4が放送されたが、2018年5月12日にシーズン4をもって打ち切りが発表された。
日本ではスーパー!ドラマTVにて2015年5月22日からシーズン1が、2016年7月26日からはシーズン2が、2017年7月25日からはシーズン3が、2018年7月3日からは最終シーズン4が放送された。2016年5月11日にシーズン1のDVDが、2017年5月10日にはシーズン2のDVDが、2018年5月9日にはシーズン3のDVDが、2019年6月5日には最終シーズン4のDVDが発売された。
BS放送のDlifeでも、2017年10月6日からシーズン1、2018年10月5日からシーズン2、2019年10月4日からシーズン3をそれぞれ半年掛けて放送。閉局間近の2020年2月28日でシーズン3最終回まで放送完了した。地上波では、テレビ東京が2018年8月27日から『海外ドラマセレクション』枠でシーズン1を放送していたが、12話は放送されなかった。
本作品は製作総指揮にも名を連ねている実在の人物、ウォルター・オブライエンに着想を得ている。オブライエン氏は、グローバル・シンクタンク「スコーピオン・コンピュータ・サービス（Scorpion Computer Services）」を創設し、CEOを務めている。

## キャスト

### 主要人物
- ウォルター・オブライエン（Walter O’Brien）

演 - エリス・ガベル、日本語吹替 - 杉田智和
IQ197の天才。アイルランド出身。フルネームはウォルター・パトリック・オブライエン。子供の頃、自室の壁に貼るスペースシャトルの設計図欲しさにNASAのメインフレームをハッキング。それがきっかけでアメリカに移り、ケイブの要請でアメリカ政府へプログラミングなどの技術協力を行なっていたが、難民への物資補給のためとして供与した技術がバグダッド市街地への爆撃に用いられたことを知り、信頼が裏切られたとして関係を断っていた。その後、天才だが社会性の乏しい仲間たちと会社“スコーピオン”を設立する。感情指数が低く嘘がつけないため、人との関係を上手く保てない。同じ天才であるラルフを育てているペイジを社会との潤滑油として雇うが、次第に魅かれていく。
- ペイジ・ディニーン（Paige Dineen）

演 - キャサリン・マクフィー、日本語吹替 - 小林沙苗
9歳の息子を持つシングルマザー。ウエイトレスとして働いているダイナーでウォルターたちが国家の危機を救う場面に遭遇し、以降彼らの手助けをすることになる。知的発達が遅れていると思っていた息子ラルフが、実は天才児だとウォルターに気づかされる。ペイジ自身は天才ではないが、様々な意味で普通とは違うスコーピオンのメンバーたちと一般の人々との仲立ちをする役割を担うようになる。
- ケイブ・ガロ（Cabe Gallo）

演 - ロバート・パトリック、日本語吹替 - 谷昌樹
アメリカ合衆国国土安全保障省特別捜査官。11歳だったウォルターのIQの高さに気づき、アイルランドからアメリカに移住させ、連邦政府に協力してほしいと依頼した。その後ウォルターとの間に起きたすれ違いにより一方的に関係を切られていたが、ロサンゼルス空港で起きた危機を回避するため、ウォルターに再び協力を要請する。
- トビー・カーティス（ Toby Curtis ）

演 - エディ・ケイ・トーマス、日本語吹替 - 福田賢二
天才行動心理学者。ハーバード大学医学部卒。IQは176。人物の表情や行動から心理を読み、行動パターンを分析できる。自他ともに認めるナルシスト。幼少期から父親に競馬場に連れていかれたりしていたためギャンブル依存となり、婚約者との関係も破談、学費をギャンブルで払おうとしたがうまくいかず、金融業者に追われるはめになった。S3でハッピーへの愛に気付き、ギャンブル依存を克服して結婚する。
- ハッピー・クイン（Happy Quinn）

演 - ジェイディン・ウォン、日本語吹替 - 田村聖子
機械工学の天才。IQは184。幼少期に母親が死去、それにより自暴自棄となった父親に捨てられ、保護施設をたらいまわしにされていた過去がある。口調が乱暴で怒りのコントロールが上手くできず、物にあたりやすい。女の子っぽいものを嫌う素振りを見せているが、反面『家族』という存在に憧れ、自分を捨てた父親を探し続けていた。S3でトビーと結婚する。
- シルヴェスター・”スライ”・ドッド（Sylvester "Sly" Dodd ）

演 - アリ・スティダム、日本語吹替 - 原田晃
天才数学者。IQは180。潔癖性で臆病のため、ペースを乱されるとパニック気味になる。閉所恐怖症、暗所恐怖症、水恐怖症、仮面恐怖症、飛行機恐怖症など多数の恐怖症を持ち、少しでも不安がある事は避けようとする。自分に自信が無く、小学校から高校までいじめられっ子だった過去をトラウマとしている。アニメやゲーム、ファンタジーが好きで、高校時代は一部では有名なゲーマーだった。またずば抜けた記憶力の持ち主で、本を丸ごと暗記したり、数千文字を数秒で覚えることも可能。S2でウォルターの姉メーガンと結婚するが、多発性硬化症により死別。S3では市会議員、S4では弁護士になる。
- ラルフ・ディニーン（Ralph Dineen）

演 - ライリー・B・スミス、日本語吹替 - 岡純子
ペイジの息子。S1#1時点で9歳。天才。S2にてウォルターが自身よりラルフのほうが賢いと認めた。それ以降のエピソードではIQ200以上とも言われている。S4で議員活動をするシルヴェスターの下でインターンを務める高校生パティに恋心を抱く。

### サブキャラクター
- メーガン・オブライエン
  - 演 - カミーユ・グアティ、日本語吹替 - 福寿奈央
  - ウォルターの姉。人と上手く付き合えないウォルターにとっては数少ない理解者で、心の拠り所となっている。S2でシルヴェスターと結婚するが多発性硬化症のため死去。
- マーク・コリンズ
  - 演 - ジョシュア・レナード、日本語吹替 - 加瀬康之
  - スコーピオンの元メンバー。スコーピオンの中でもウォルターに次ぐ天才で、IQは190。
  - 通信と電波の専門家で、ほとんどあらゆる電波を傍受することができ、傍受した通信をカセットテープの形で保存している。
  - S1開始時点の三年前、ウォルターによって精神科に入院させられた。
- ドリュー・ベイカー
  - 演 - ブレンダン・ハインズ（英語版）、日本語吹替 - 草尾毅
  - S1で登場するラルフの実父で、マイナーリーグの野球選手。野球を優先してペイジと離婚したが、歳をとった事で選手としては厳しいと悟り、ラルフに会いたいとペイジに連絡してくる。
- メリック
  - 演 - デヴィッド・ファブリツィオ、日本語吹替 - 玉野井直樹
  - S1では国土安全保障省長官。
- リチャード・エリア
  - 演 - アンディ・バックリー（英語版）、日本語吹替 - 宗矢樹頼
  - 度々スコーピオンに仕事を依頼するIT業界の大物で億万長者。ウォルターを引き抜こうとしたり、エリアが貸したスーパーカーでウォルターが事故を起こして死にかけたり、ITイベントに参加したエリアの金を狙う強盗団にメンバーが捉えられたりと、スコーピオンにとっては何かとトラブルの元になりやすい。
- アドリアナ・モリナ
  - 演 - アラナ・デ・ラ・ガーザ、日本語吹替 - 平野夏那子
  - S2で登場する国土安全保障省長官。
- レイ・スピーワック
  - 演 - ケヴィン・ワイズマン、日本語吹替 - 多田野曜平
  - ウォルターの社会奉仕の仲間で元消防士。社会奉仕で嫌がるウォルターを仲間といい、いつの間にかチームに自由に出入りしていた。友人を死なせてしまった過去があり、それを引きずって生きていたが、ウォルターがレイには責任はなく不幸な事故だったと証明したため、自分の人生を進めることができると居座っていたスコーピオンの事務所から出ていったが、その後もちょくちょく現れる。

ペイジのことを「パム」と呼んだり、ラルフを「ビートルズヘアの子」と呼ぶなど、人の名前を覚えるのが苦手。
- キャサリン・クーパー
  - 演 - ペリ・ギルピン（英語版）、日本語吹替 - 土井美加
  - S2でスコーピオンとの連絡係となる国土安全保障省副長官。
- チェット
  - 演 - Pete Giovine、日本語吹替 - 伊原正明
  - S2でハッピーとデートするコメディアン。
- ティム・アームストロング
  - 演 - スコット・ポーター、日本語吹替 - 花輪英司
  - S2でチームと協力し始める、元Navy SEALsで国土安全保障省の新人。一時期ペイジと交際する。
- ヘイウッド・サンズ
  - 演 - ホレーショ・サンズ（英語版）
  - S2でチームの顧問になる弁護士。
- ヴェロニカ・ディニーン
  - 演 - リー・トンプソン、日本語吹替 - 佐々木優子
  - S3で登場するペイジの母親で詐欺師。
- アリー・ジョーンズ
  - 演 - レイコ・エイルスワース、日本語吹替 - 小林さやか
  - シルヴェスターの対立候補の選挙参謀。ケイブ・ガロ捜査官と交際する。
- パトリシア(パティ)・ローガン
  - 演 - Nikki Castillo、日本語吹替 - 依田菜津
  - S3で記者として登場し、市会議員となったシルヴェスターのもとでインターンを務める学生。ペイジの息子ラルフが片思いしている。
- フローレンス・ティプトン
  - 演 - ティナ・マジョリーノ、日本語吹替 - 小島幸子[4]
  - S4で登場する、スコーピオンの隣に越してきた化学者。社会性が低い。
  - トビーやケイブに、名前のフローレンスを短縮されて「フロー」(英語で欠陥を意味するflawと同じ発音)と呼ばれると、「フローレンスよ！」と強い口調で訂正する。

## エピソード一覧

### シーズン一覧
| シーズン | シーズン | エピソード | 米国での放送日 | 米国での放送日 |
| シーズン | シーズン | エピソード | 初回           | 最終回         |
| -------- | -------- | ---------- | -------------- | -------------- |
|          | 1        | 22         | 2014年9月22日  | 2015年4月20日  |
|          | 2        | 24         | 2015年9月21日  | 2016年4月25日  |
|          | 3        | 25         | 2016年10月3日  | 2017年5月15日  |
|          | 4        | 22         | 2017年9月25日  | 2018年4月16日  |

### シーズン1 （2014年 - 2015年）
- 日本初放送日：2015年5月22日 -

| 通算 | 話数 | タイトル             | 原題                    | 監督                     | 米国放送日     | 視聴者数 (万人) |
| --- | ---- | -------------------- | ----------------------- | ------------------------ | -------------- | --------------- |
| 1 | 1    | 再会                 | Pilot                   | ジャスティン・リン       | 2014年9月22日  | 1,383           |
| ソフトのバグのために通信システムがダウンして空港に飛行機が着陸できなくなり、特別捜査官ケイブ・ガロがウォルター・オブライエンが率いる天才たちのチーム"スコーピオン"を雇う。 |      |                      |                         |                          |                |                 |
| 2 | 2    | バイオハッカー       | Single Point of Failure | Bobby Roth               | 2014年9月29日  | 1,336           |
| 州知事の娘が謎のウィルスに感染して24時間の命となる。ウィルスは娘にだけ致命的な効果を及ぼすように調整されたもので、スコーピオンたちは治療法と犯人を追う。 |      |                      |                         |                          |                |                 |
| 3 | 3    | 連続爆破の真相       | A Cyclone               | ゲイリー・フレダー       | 2014年10月6日  | 1,205           |
| 連続爆破事件が起きるが、標的が一見ランダムに見える。スコーピオンは爆破犯のターゲット選定の意図を推理し、犯人とその黒幕を追い詰める。 |      |                      |                         |                          |                |                 |
| 4 | 4    | 仕掛けられた罠       | Shorthanded             | ドワイト・H・リトル      | 2014年10月13日 | 1,151           |
| ケイブの反対を無視して、スコーピオンはラスベガスのカジノの赤字問題解決を請け負うが、カジノで発生した強盗の容疑でウォルターが逮捕される。他のメンバーはウォルターの保釈と真犯人の追求に奮闘する。最終的にケイブの助けを得て濡れ衣を晴らす。 |      |                      |                         |                          |                |                 |
| 5 | 5    | 過去との決別         | Plutonium Is Forever    | Jeff T. Thomas           | 2014年10月20日 | 1,075           |
| 老朽化した原子炉がメルトダウンの危機を迎え、ウォルターはかつてチームを崩壊の瀬戸際に追い込んだ仲間マーク・コリンズの助けを借りて解決しようとする。 |      |                      |                         |                          |                |                 |
| 6 | 6    | 名画の行方           | True Colors             | Jeff Hunt                | 2014年10月27日 | 1,039           |
| スコーピオンは美術館の保安の仕事を任されるが、警備対象の名画が贋作であることに気づいて損傷し、心理評価を受けることになる。『NCIS:LA 〜極秘潜入捜査班』のヘティの助けを借りて、元の名画を探し出す。 |      |                      |                         |                          |                |                 |
| 7 | 7    | 父の記憶             | Father's Day            | Milan Cheylov            | 2014年11月3日  | 1,034           |
| ペイジの別れた夫でマイナーリーグの野球選手ドリューがラルフと会いたいと連絡をよこし、皆がラルフの事を心配する。2人のロシア人ギャングと高IQのハッカーが刑務所から脱獄し、スコーピオンが追跡する。ウォルターはケイブとかつて袂を分かつ原因となった事件を回想し、ハッピーは自分を捨てた父親に身元を隠して会いに行く。 |      |                      |                         |                          |                |                 |
| 8 | 8    | リスキービジネス     | Risky Business          | Matt Earl Beesley        | 2014年11月10日 | 1,008           |
| ヒット曲を生成するプログラムをめぐり、音楽業界のブロガーが殺される。彼の友人だった音楽の天才がスコーピオンの捜査を手伝う。ドリューはラルフと仲良くなろうとするがうまくいかず、ウォルターがアドバイスする。ウォルターはスーパーカーの賭けレースに参加して気を紛らわせる。 |      |                      |                         |                          |                |                 |
| 9 | 9    | 愛しき人             | Rogue Element           | Jerry Levine             | 2014年11月17日 | 1,017           |
| ケイブの前妻レベッカが議員暗殺の陰謀に巻き込まれ、チームとケイブはレベッカを連れて逃走する。ドリューはウォルターのアドバイスを受けポートランド (メイン州)の野球チームのテストを受ける。 |      |                      |                         |                          |                |                 |
| 10 | 10   | 思い出の箱           | Talismans               | Sam Hill                 | 2014年11月24日 | 942             |
| スコーピオンは軍の特殊部隊に同行してボスニアで墜落した軍用機のパイロットと飛行データを回収する任務につくが、潜入中に移動用のトラックが壊れ、敵地で孤立する。ウォルターの姉で難病にかかっているメーガンが初めてスコーピオンの基地であるガレージを訪問する。 |      |                      |                         |                          |                |                 |
| 11 | 11   | 仲間のいる場所       | Revenge                 | Mel Damski               | 2014年12月8日  | 1,000           |
| 金庫メーカーに押し入った国際強盗団の残した特殊な焼夷爆弾でシルヴェスターが重傷を負い、仲間たちはインターポールの捜査員と協力し、復讐のために犯人達を追いかける。メーガンがシルヴェスターの病床に付き添う。一時意識不明にまで陥ったシルヴェスターは意識を取り戻し、スコーピオンが手掛ける手荒なミッションについていけない自分への弱音を彼女に吐露する。 |      |                      |                         |                          |                |                 |
| 12 | 12   | クリスマスの奇跡     | Dominoes                | Omar Madha               | 2014年12月15日 | 1,007           |
| クリスマスイブの日、海岸の洞窟が崩落し、少年が生き埋めになる。チームは崩れた洞窟の中で溺れかける少年を救う。奇跡を目にしたメーガンはそれまで断わっていた新しい治験を試す勇気を与えられる。 |      |                      |                         |                          |                |                 |
| 13 | 13   | 危険なゲーム         | Kill Screen             | ジェイス・アレクサンダー | 2015年1月5日   | 1,232           |
| ウォルターが教えた裏サイトにアップされていたゲームをプレイしていたラルフが隠しステージを見つけるが、そこはハッキングにより流出したCIAの極秘情報を用いたものだった。そこから売られたCIAの隠れ家情報で潜伏中のCIA要員が殺される。ハッキングと情報流出の嫌疑をかけられたラルフのため、スコーピオンはCIAにハッキングしたゲーム設計者を追う。 |      |                      |                         |                          |                |                 |
| 14 | 14   | 恋に落ちたスパイ     | Charades                | Christine Moore          | 2015年1月18日  | 1,229           |
| CIA要員が肥料の原料だと騙されて神経ガスの原料を省内から盗み出し、イエメン人の恋人に渡す。スコーピオンは彼女が反米スパイであることを暴き、原料の奪還を図る。ペイジはウォルターへの思いに気づき始めるが、ウォルターへスパイに対する色仕掛けを手助けする。 |      |                      |                         |                          |                |                 |
| 15 | 15   | 忘れな草             | Forget Me Nots          | Jann Turner              | 2015年1月19日  | 1,208           |
| 極秘にアイスランドに設置されているアメリカの核ミサイル基地がハッキングされ、ミサイル発射が迫る。発射を阻止するため、スコーピオンは16年前に盗まれたアタッシェケース型の発射制御装置を探す。ドリューはラルフのためにポートランドで天才児のための学校を見つける。 |      |                      |                         |                          |                |                 |
| 16 | 16   | ラブ・ボート         | Love Boat               | Sam Hill                 | 2015年2月9日   | 1,186           |
| バレンタイン・デーが近づき、スコーピオンは盗まれた新型のロケット・ランチャーを追って、積み込まれた豪華客船に乗りこんで買い手を突き止める。ハッピーとトビーはラルフの初恋を手助けし、シルヴェスターはメーガンにカードを贈る。ウォルターはペイジをディナーに招待しようとするがあきらめる。 |      |                      |                         |                          |                |                 |
| 17 | 17   | 国境を越えて         | Going South             | David Grossman           | 2015年2月23日  | 1,069           |
| ウォルターは単独で地元テレビのインタビューを受け、番組内でほぼ無視された他のメンバーと険悪になる。シルヴェスターはメーガンと付き合っていることをウォルターに伝え、ウォルターとシルヴェスターの間がギクシャクする。億万長者エリアの娘がメキシコで凶悪なカルテルに誘拐され、スコーピオンが救出に向かう。 |      |                      |                         |                          |                |                 |
| 18 | 18   | 毒と平和             | Once Bitten, Twice Die  | ガイ・ファーランド       | 2015年3月9日   | 1,059           |
| スコーピオンがラトビア、リトアニア、ベラルーシの3首脳による極秘の平和会談を手助けする中、蛇毒を使った暗殺未遂が起こる。ウォルターはわが身を危険にさらして毒蛇を手に入れ血清を作り、世界大戦の危機を退ける。 |      |                      |                         |                          |                |                 |
| 19 | 19   | 恋は火のごとく       | Young Hearts Spark Fire | Mel Damski               | 2015年3月23日  | 970             |
| 遭難した登山者を探すスコーピオンの乗るヘリが墜落し、サンタアナの強風で山火事が広がる。シルヴェスターは怪我をしたパイロットを救う。トビーはウォルターがペイジを愛していることを証明しようとする。 |      |                      |                         |                          |                |                 |
| 20 | 20   | 岐路                 | Crossroads              | Kevin Hooks              | 2015年3月30日  | 938             |
| スコーピオンは連邦保安官の依頼でニカラグアの犯罪組織に追われる証人の移送を担当して組織から追われる。トビーはデートへの緊張から精神安定剤を飲み、寝過ごしてハッピーとのデートをすっぽかす。 |      |                      |                         |                          |                |                 |
| 21 | 21   | 二度目の裏切り       | Cliffhanger             | Sam Hill                 | 2015年4月13日  | 953             |
| 娘を救ってもらった億万長者エリアがその礼としてウォルターにフェラーリを貸す。神経毒研究所がハッキングされ、閉じ込められた23人の科学者の命がサリンガスにより危険にさらされる。テロリストは1997年のバグダッド爆撃の復讐を求め、ケイブは長年隠していた秘密をウォルターに打ち明ける。ウォルターは怒り、ケイブをチームから外す。ラルフは自分の命を危険にさらしてサリンガス漏出から周辺住民の命を救う。ラルフの行動に脅えたペイジはラルフとともにドリューが職を得たメイン州に引っ越そうとする。ウォルターは混乱し、夜フェラーリを猛スピードで運転して転落事故を起こす。 |      |                      |                         |                          |                |                 |
| 22 | 22   | 崖っぷちのメッセージ | Postcards from the Edge | Milan Cheylov            | 2015年4月20日  | 1,071           |
| スコーピオンは崖から転落し、崩れやすい急斜面で止まったフェラーリを発見。ケイブも含めた全員で、負傷し車に閉じ込められたウォルターを救出する。ペイジはメイン州行きを取りやめてラルフと共に救出現場に駆けつける。救出後の病院で、ペイジは麻酔で眠るウォルターにキスをして愛していると言う。 |      |                      |                         |                          |                |                 |

### シーズン2 （2015年 - 2016年）
日本では6話の「タワー・オブ・パニック」が前後編に分けて放送された為、以降のエピソード番号が1話ずつずれている。
| 通算 | 話数 | タイトル                 | 原題                           | 監督               | 米国放送日     | 視聴者数 (万人) |
| --- | ---- | ------------------------ | ------------------------------ | ------------------ | -------------- | --------------- |
| 23 | 1    | 帰ってきたスコーピオン   | Satellite of Love              | Sam Hill           | 2015年9月21日  | 1,109           |
| ロシアの原子力衛星が軌道を外れてカリフォルニア州に落下しそうになり、国土安全保障省のアドリアナ・モリーナ新長官はケイブを復職させ、スコーピオンに衛星軌道変更を依頼する。だがウォルターは事故の後遺症に苦しみ、ペイジへの想いに集中を乱される。 |      |                          |                                |                    |                |                 |
| 24 | 2    | 勇気の勲章               | Cuba Libre                     | Mel Damski         | 2015年9月28日  | 949             |
| ケイブが昔クロアチアで救った娘の依頼で、チームはキューバに潜伏している戦争犯罪人を探す。チームは本人に気づかれずに彼の血液サンプルを採取し、彼の隠し持つ他の戦争犯罪人23名の名簿を奪取する。ウォルターは交通事故の処分で社会奉仕に参加し、レイという男と知り合う。 |      |                          |                                |                    |                |                 |
| 25 | 3    | 決死の脱獄作戦           | Fish Filet                     | Omar Madha         | 2015年10月5日  | 995             |
| 日系ギャングが判事の命を狙い、標的を探っていた刑務所内の情報屋が殺される。シルヴェスターは情報屋の残した暗号を解くために殺人犯を装って刑務所に潜入する。だが予想外の事態が続発し、チームはレイの助けも借りてシルヴェスターの脱獄を図る。シルヴェスターはメーガンへの恋を認める。 |      |                          |                                |                    |                |                 |
| 26 | 4    | もうひとつの変数         | Robots                         | Sylvain White      | 2015年10月12日 | 940             |
| 国土安全保障省副長官のクーパーが、カリフォルニア沖の海底ケーブルに仕掛けられた盗聴器の調査を依頼する。ハッピー、ウォルター、ケイブが原子力潜水艦に乗り込むが、盗聴器に仕掛けられたブービートラップが爆発して原潜は航行不能になり着底する。船内の全員が水死の危機に陥るが、ハッピーの父親の協力も得て全員生還へ尽力する。トビーはハッピーへの想いをつのらせるが、ハッピーはチェットと言う男とデートし続ける。                               |      |                          |                                |                    |                |                 |
| 27 | 5    | スーパー・ヒーローズ     | Super Fun Guys                 | ボビー・ロス       | 2015年10月19日 | 946             |
| 核弾頭の販売を阻止するため、チームはスーパーヒーロー映画の撮影を装ってカザフスタンに潜入するが、メーガンの手術のためにシルヴェスターはアメリカに残る。ハッピーを忘れるためにトビーはボクシングの練習に入れ込む。 |      |                          |                                |                    |                |                 |
| 28 | 6    | タワー・オブ・パニック   | Tech, Drugs, and Rock 'n' Roll | Sam Hill           | 2015年10月26日 | 969             |
| ウォルターはエリアが新規オープンするスマート・ビルディングの開発に参加する。だがバーでウォルターに近づいた女が彼のコンピューターにウイルスを仕込み、ビルの管理システムが感染して人々を閉じ込め、暴走したビルのエコシステムが発火しビル内に燃え広がる。ビルの内外に分断されたチームは消火と犯人探しに奔走する。 |      |                          |                                |                    |                |                 |
| 29 | 7    | 暴走列車                 | Crazy Train                    | Jeff T. Thomas     | 2015年11月2日  | 951             |
| ペイジとラルフの乗る地下鉄が外部からハッキングされて暴走する。ウォルターは命をかけて列車を止める。トビーは初めてのボクシングの試合でノックアウトされる。ハッピーはチェットからコメディの指導を受けていたことがわかる。 |      |                          |                                |                    |                |                 |
| 30 | 8    | エリア51                 | Area 51                        | Carey Meyer        | 2015年11月9日  | 934             |
| ウォルターはメーガンの病状の悪化に動揺して実現困難な解決法を思いつく。治療法が見つかる前にメーガンが死亡した場合に備え、巨大なサーバーにメーガンの頭脳すべてをバックアップしようと考えたのだ。それに必要になる莫大な費用を捻出するために行方不明になったCIAのステルス機を探す仕事を引き受ける。チームは飛行機を探してエリア51に行きあたる。延命治療を望まないメーガンの意をくんだシルヴェスターとウォルターは対立する。                    |      |                          |                                |                    |                |                 |
| 31 | 9    | スパイは二度死ぬ         | US vs. UN vs. UK               | Omar Madha         | 2015年11月16日 | 916             |
| チームはMI6の依頼でアフリカ某国大使による武器の違法取引を阻止しようとするが、国連本部に潜入する作戦の最中、MI6はチームを脅迫して大使を暗殺させようとする。ウォルターは裁判所命令を盾にメーガンへ苦痛を伴う気管への挿管を実施するが、シルヴェスターがメーガンと結婚して命令を取り消させる。 |      |                          |                                |                    |                |                 |
| 32 | 10   | 別れのメッセージ         | Arrivals and Departures        | Sam Hill           | 2015年11月23日 | 895             |
| メーガンの症状が悪化して両親が病院を訪れるが、致死性のカビが院内に広がって感染者が次々と倒れる。消毒剤にさらされ続けたシルヴェスターの体表にカビを殺すスーパーバクテリアが宿っている事がわかり、院外のラルフとケイブがバクテリアを培養し、院内に散布して菌を殺す。ウォルターはメーガンの死を看取る。メーガンのビデオがウォルターに届き、愛することを恐れないよう語りかける。ウォルターは疎遠だった両親に心を開き、ペイジの手を握りしめる。 |      |                          |                                |                    |                |                 |
| 33 | 11   | 二度目のカレッジ・ライフ | The Old College Try            | Christine Moore    | 2015年12月7日  | 930             |
| メーガンの死の6週間後、連邦準備銀行のシステムがハッキングされて2.5億ドルが要求され、関わった教授が殺される。チームは大学に潜入して犯人を探し、量子コンピューターに侵入して事態を解決する。ウォルターは、かつてレイの同僚消防士が死亡した事故の原因を突き止め、レイは罪悪感から解放される。 |      |                          |                                |                    |                |                 |
| 34 | 12   | イブの夜は灯りを消して   | Dam Breakthrough               | アダム・ロドリゲス | 2015年12月14日 | 928             |
| ウォルターはメーガンの遺灰を持ち歩き、ひとり言の習慣ができ、フェレットを溺愛するようになる。クリスマスイブの夜、チームはダムの崩壊を防ぎ、下流の町を洪水の危険から救う。ウォルターはロケット研究の賞金を棒に振り、亡き姉の遺灰を納めたロケットを打ち上げる。 |      |                          |                                |                    |                |                 |
| 35 | 13   | ホワイトアウト           | White Out                      | Jeff Hunt          | 2016年1月4日   | 1,167           |
| ドローンを制御する衛星に不具合が生じ、アメリカ軍部隊は危機に陥る。チームは衛星が上空を通過する南極に飛んで修復を図る。だが猛吹雪が迫り、チームは部隊と仲間の両方を救わなくてはならない。 |      |                          |                                |                    |                |                 |
| 36 | 14   | 幻の兵器を追え           | Sun of a Gun                   | ドワイト・リトル   | 2016年1月18日  | 1,160           |
| シルヴェスターの父で退役将校のケンは、アフリカの独裁者がナチスの幻の兵器"太陽砲"を発見し、使用を画策していることを知ってスコーピオンに援助を求める。チームはアフリカに飛び情報収集を開始する。独裁者はウォルターをスカウトしようとし、シルヴェスターは疎遠だった父と理解しあう。 |      |                          |                                |                    |                |                 |
| 37 | 15   | デートの代償             | Da Bomb                        | Steven A. Adelson  | 2016年1月25日  | 1,069           |
| 国土安全保障省の前長官で今はNASAに勤務するメリックが、ロケット打ち上げの援助をスコーピオンに依頼する。ウォルターのデート相手のリンダが体に爆弾をつけられて現れ、爆弾魔はロケット打ち上げを妨害しないと爆発させると脅迫する。チームはロケットが爆発するよう仕向けるが、宇宙飛行士がロケットに乗り込む予定であることが分かる。 |      |                          |                                |                    |                |                 |
| 38 | 16   | ダウンタウンを救え       | Fractured                      | Christine Moore    | 2016年2月8日   | 1,136           |
| 喧嘩の絶えないウォルターとトビーが心理療法を受けている時に、ロサンゼルスを大地震が襲う。分断されたチームはコリアタウン地下での大規模ガス爆発を食い止めようとする。 |      |                          |                                |                    |                |                 |
| 39 | 17   | 戦闘ドローンを撃墜せよ   | Adaptation                     | Sam Hill           | 2016年2月22日  | 987             |
| ウォルターはチーム内恋愛禁止のルールを根拠にトビーとハッピーの交際を禁止し、トビー以外のチームはメキシコ国境でのドローンによる麻薬密輸阻止に出かける。だが武装ドローンによって同行する捜査官が負傷し、ハッピーはトビーの無線による指示で手術を行う。 |      |                          |                                |                    |                |                 |
| 40 | 18   | 友情と裏切り             | The Fast and the Nerdiest      | Don Tardino        | 2016年2月29日  | 923             |
| シルヴェスターはメーガンのための命名権を買うためにクイズショーに出る。ケイブの幼馴染が、中米の国に生物兵器を密輸しようとする業者の情報を持ち込み、チームは業者に潜入する。ハッピーはトビーのギャンブル性向に悩む。 |      |                          |                                |                    |                |                 |
| 41 | 19   | 命のタイムリミット       | Ticker                         | Mel Damski         | 2016年3月14日  | 896             |
| ウォルターは事故に遭い、病院で心臓移植を待つ、珍しい血液型の少女に会う。だが郡全体の輸血パックのラベルが混乱させられて、珍しい伝染病にかかる患者が続出する。チームはラベルの混乱を正し、少女の手術を成功させなければならない。 |      |                          |                                |                    |                |                 |
| 42 | 20   | いにしえの器を奪え       | Djibouti Call                  | Omar Madha         | 2016年3月21日  | 865             |
| チームは国土安全保障省の新人ティムと共にアフリカのジブチに監視装置の設置に向かう。だがその真の目的は古美術品や爆弾をブラックマーケットで売る商人を調べることであった。ティムと二人で敵のアジトに潜入したケイブは囚われの身となる。 |      |                          |                                |                    |                |                 |
| 43 | 21   | ベトナムの旋風           | Twist and Shout                | Christine Moore    | 2016年3月28日  | 874             |
| ベトナムで、戦争中に行方不明になった父親の米兵の遺体が埋まっている証拠を探すため、捜索当局の職員が地中探査を依頼してくる。工場建設のために2日しか時間がないところに巨大竜巻が迫る。ラルフの発明が大学教授に盗まれ、弁護士のヘイウッドが雇われる。ティムがペイジとデートをする。 |      |                          |                                |                    |                |                 |
| 44 | 22   | 国宝を略奪せよ           | Hard Knox                      | Omar Madha         | 2016年4月11日  | 860             |
| 国防総省の人間が、民間警備会社に守られた陸軍基地内の金塊保管所の安全を確認するため、王笏を盗み出すようチームに依頼する。チームは王笏を盗み出すが内部に猛毒のポロニウムを見つける。ラルフは裁判に勝つ。リンダはDamsel in distressが動機でウォルターとデートしていたことが分かり二人は別れる。 |      |                          |                                |                    |                |                 |
| 45 | 23   | ゴーストタウンを救え     | Chernobyl Intentions           | Jeff T. Thomas     | 2016年4月18日  | 835             |
| チームはチェルノブイリの石棺ドームの欠陥の調査を依頼されて現地に飛ぶ。ドームにシルヴェスターとペイジが閉じ込められ、次にウォルターとペイジが閉じ込められ、大爆発の危険が迫る。トビーは裁判で精神異常を証言したかつてのチーム仲間マーク・コリンズに誘拐される。ウォルターはペイジのために用意した音楽祭のチケットをペイジとティムに渡す。                                                                                                   |      |                          |                                |                    |                |                 |
| 46 | 24   | 去る者と追う者           | Toby or Not Toby               | Sam Hill           | 2016年4月25日  | 898             |
| マーク・コリンズはトビーを殺すと脅し、ウォルターに脳信号伝達の研究成果を要求する。チームは無線信号からコリンズの隠れ家にたどり着くが、トビーの命を救うためにコリンズを逃がす。だがコリンズは、子供時代を過ごしたサウスカロライナに向かうバスの中で捕えられる。トビーはハッピーに求婚するが、既婚であると断られる。ウォルターはペイジを愛していることに気づき、音楽祭に向かうペイジとティムを追う。                                         |      |                          |                                |                    |                |                 |

### シーズン3 （2016年 - 2017年）
| 通算 | 話数 | タイトル                     | 原題                               | 監督               | 米国放送日     | 視聴者数 (万人) |
| --- | ---- | ---------------------------- | ---------------------------------- | ------------------ | -------------- | --------------- |
| 47 | 1    | 包囲された国                 | Civil War                          | Sam Hill           | 2016年10月3日  | 830             |
| ウォルターとペイジ、トビーとハッピーの関係がこじれる中、ハッカーが海軍の戦闘機2機と駆逐艦4隻を乗っ取る。トビーとハッピーは戦闘機のうちの一機を救う。ロスでハッカーを妨害しようとしたウォルターとペイジは死にかける。シルヴェスター、ケイブ、ティムはハッカーの本拠のブルガリアに飛び、シルヴェスターがギャンブルの才能を見せてギャングのボスに接近する。 |      |                              |                                    |                    |                |                 |
| 48 | 2    | ギャンブルの行方             | More Civil War                     | Jeffrey Hunt       | 2016年10月3日  | 830             |
| シルヴェスターはギャングのボスの賭けの負けを中国人から取り戻す約束をし、ハッカーの住所を聞き出す。アメリカに残ったチームは駆逐艦の制御を取り戻す。原子力潜水艦がハッキングされて核ミサイルが発射されるがウォルターがハッキングして目標座標を深海に変える。ケイブとティムはハッカー達を捕まえる。ケイブの助言でウォルターは自分の未熟さを認め、ティムとペイジに謝罪する。                                                                                                 |      |                              |                                    |                    |                |                 |
| 49 | 3    | その手を離さないで           | It Isn't the Fall That Kills You   | Sanford Bookstaver | 2016年10月10日 | 705             |
| 有人宇宙船に技術的問題を抱えた億万長者のエリアがチームに助けを求める。雷が直撃して、宇宙船がウォルターを乗せて打ち上げられてしまう。酸素が不足したウォルターはペイジの幻覚を見始め、ペイジはウォルターの思いを知る。チームはウォルターを宇宙船から射出し、必死の機転で救出する。 |      |                              |                                    |                    |                |                 |
| 50 | 4    | 母の想い                     | Little Boy Lost                    | Steven A. Adelson  | 2016年10月17日 | 717             |
| チームはラルフの自閉症の友達が迷子になったのを救い、取り違えられたタブレット端末からテロ事件を防ぐ。トビーは、ハッピーがウォルターの滞在資格のために偽装結婚していたことを知る。ハッピーは妊娠しており、ウォルターに離婚を求める。 |      |                              |                                    |                    |                |                 |
| 51 | 5    | ナイト・アット・ミュージアム | Plight at the Museum               | Christine Moore    | 2016年10月24日 | 703             |
| チームは夜間に博物館で柱の腐食を調査するが、武装集団が核兵器のために隕石内のタンタルを狙う。移民局がウォルターとハッピーの結婚の事実を精査する。 |      |                              |                                    |                    |                |                 |
| 52 | 6    | コウモリ救済大作戦           | Bat Poop Crazy                     | Omar Madha         | 2016年10月31日 | 651             |
| チームはコウモリの疫病を食い止めるためにアリゾナの洞窟に入り、コウモリに襲われた動物学者を救う。戻った後、仮装パーティーを開いて移民局の審査をごまかす。 |      |                              |                                    |                    |                |                 |
| 53 | 7    | 消えた票の謎                 | We're Gonna Need a Bigger Vote     | Sam Hill           | 2016年11月7日  | 692             |
| 大統領選挙がハッキングされる。移民局が審査中のため関与を禁じられたウォルターは、中国領事館の陰謀を暴いて解決し、特別に合衆国市民権を認められる。ハッピーの想像妊娠が判明するが、トビーと婚約する。 |      |                              |                                    |                    |                |                 |
| 54 | 8    | 追憶のアイルランド           | Sly and the Family Stone           | Jeff Hunt          | 2016年11月14日 | 722             |
| メーガンの追悼のためにチームはトビーとハッピーを残してアイルランドに行く。湖に二酸化炭素爆発の危機が迫り、ウォルターはティムと協力して、折り合いの良くなかった村人を救わなければならない。 |      |                              |                                    |                    |                |                 |
| 55 | 9    | 嘘つきの愛し方               | Mother Load                        | Jeff T. Thomas     | 2016年11月21日 | 707             |
| 感謝祭の日、詐欺師でペイジと疎遠の母親ヴェロニカが不動産業者を装い、古い建物の処理についてスコーピオンの協力を要請する。建物の中に爆発寸前の原子炉が見つかり、チームは爆発を阻止する。シルヴェスターはコミックストアを守るために市会議員に立候補し、ケイブはライバル候補の選挙参謀アリーに恋をする。 |      |                              |                                    |                    |                |                 |
| 56 | 10   | 泥沼からの救出               | This Is the Pits                   | Sam Hill           | 2016年12月12日 | 698             |
| チームは車が有毒なタールの沼に落ちた女性を救う。ヴェロニカとラルフはクッキーを偽って売り、シルヴェスターの選挙資金を寄付する。ティムは怪我のため海軍を辞めさせられ、スコーピオンに正式に雇用される。ヴェロニカはウォルターとペイジの仲を取り持とうとするが、ウォルターは断る。 |      |                              |                                    |                    |                |                 |
| 57 | 11   | 完璧なクリスマス             | Wreck the Halls                    | Milan Cheylov      | 2016年12月19日 | 753             |
| チームは携帯電話の電波の届かない森の中の小屋でクリスマスを過ごす。ティムとウォルターは口論の後、クリスマスツリーを探しに出かけ、武器密輸業者に追われるATF捜査官を救うが、業者たちは小屋を包囲する。ティムはアンマンでの警備の仕事を引き受ける。 |      |                              |                                    |                    |                |                 |
| 58 | 12   | 凍った心を溶かすもの         | Ice Ca-Cabes                       | Jeff T. Thomas     | 2017年1月2日   | 737             |
| ティムが去り、ペイジは心穏やかではない。チームは砂漠のポンプ場の仕事を引き受けるが、ポンプが爆発して破片がケイブの大動脈を切断する。チームは即席に用意した装備でケイブを仮死状態にして出血を止め、救急ヘリの到着を待つ。ウォルターは父親のように愛しているとケイブに打ち明ける。 |      |                              |                                    |                    |                |                 |
| 59 | 13   | 札束に埋もれて               | Faux Money Maux Problems           | Omar Madha         | 2017年1月16日  | 781             |
| チームはワイナリーに雇われるが、トビーとハッピーを除くメンバーとヴェロニカは、外国の独裁者の妹に誘拐されて偽ドル札作りを強制される。ヴェロニカの詐欺の技を生かして脱出し、シミバレーに囚われていたことを知り、偽札を持って逃げた一味を追いかける。 |      |                              |                                    |                    |                |                 |
| 60 | 14   | 穴の中の真実                 | The Hole Truth                     | Sam Hill           | 2017年1月23日  | 777             |
| チームは陸軍工兵隊に雇われて水道管の水漏れを調べ、大規模陥没による水質汚染を防ごうとする。ペイジの不在でウォルターの無神経ぶりは悪化する。ヴェロニカはペイジの助けで、原子炉の見つかった建物から現金を回収した後、陥没穴に落ちて死ぬ偽装をして借金取りから逃げる。 |      |                              |                                    |                    |                |                 |
| 61 | 15   | 海賊たちの宝探し             | Sharknerdo                         | ティム・ストーリー | 2017年2月6日   | 776             |
| ウォルターが国防省の契約を勝手に断り、チームは代わりに海賊の宝さがしに雇われる。だが船が爆発してウォルターとペイジは太平洋の真ん中で漂流する。口論しながらブイにたどり着いた二人を鮫の群れが取り囲む。 |      |                              |                                    |                    |                |                 |
| 62 | 16   | チェックメイト               | Keep It in Check, Mate             | Christine Moore    | 2017年2月13日  | 724             |
| CIAの依頼を受け、チェス競技者である情報提供者を救い出すため、ウォルターとシルヴェスターは東欧でチェス大会に出場する。ケイブはハッピーの父がかつて麻薬業者を幇助した罪を2年の刑期に短縮するかわりに、裁判で証言する司法取引を結ばざるをえない。 |      |                              |                                    |                    |                |                 |
| 63 | 17   | あの時、あの瞬間             | Dirty Seeds, Done Dirt Cheap       | Jeffrey Lee Gibson | 2017年2月20日  | 719             |
| スコーピオンはグリーンランドの世界種子貯蔵庫のシステム復旧を依頼される。だが胞子が飛び散り、シルヴェスター、ハッピー、ケイブはそれぞれが抱える恐怖の幻覚を見て、死の危険にさらされる。 |      |                              |                                    |                    |                |                 |
| 64 | 18   | 殻を抜け出して               | Don't Burst My Bubble              | Omar Madha         | 2017年2月27日  | 688             |
| ハッピーのチャット仲間エイダの家に大木が倒れ掛かり、免疫不全症のエイダのための無菌室が危険にさらされてスコーピオンが救出する。アリーがシルヴェスターの潔癖症を揶揄する動画をネットに上げてシルヴェスターは選挙に負け、ケイブはアリーと別れる。ティムのアンマン勤務が8カ月延長される。 |      |                              |                                    |                    |                |                 |
| 65 | 19   | ジャングル大探検             | Monkey See, Monkey Poo             | Don Tardino        | 2017年3月13日  | 661             |
| WHOの依頼を受けたチームは、疫病に免疫をもつ希少種の猿を探すために南米のジャングルに入る。トビーとハッピーは結婚前の心理カウンセリングを受ける。ウォルターはアリーと別れて傷ついたケイブに共感を示す。 |      |                              |                                    |                    |                |                 |
| 66 | 20   | 風のいたずら                 | Broken Wind                        | Steven A. Adelson  | 2017年3月20日  | 646             |
| エネルギー省の依頼でチームは風力発電の改善を図るが、ペイジとハッピーの乗るゴンドラが落下の危険にさらされる。トビーとハッピーは結婚式の介添え人選びに苦心する。 |      |                              |                                    |                    |                |                 |
| 67 | 21   | 宇宙からの贈り物             | Rock Block                         | Antonio Negret     | 2017年4月10日  | 640             |
| スコーピオンはヘチニア共和国に雇われて小惑星のサンプルを持ち帰った宇宙カプセルを回収するが、中には危険な病原体が含まれる。アリーはケイブを訪ね、シルヴェスターを議員にできる情報をもたらす。トビーとハッピーは結婚式場を探す。 |      |                              |                                    |                    |                |                 |
| 68 | 22   | 火星基地からの脱出           | Strife on Mars                     | Jeff Hunt          | 2017年4月17日  | 659             |
| ペイジとウォルターは、ハッピーとトビーのためにそれぞれ独自のバチェラーパーティーを企画する。チームはNASAのための火星を再現したバイオドームの故障から二人の科学者を救出しようとする。ドームに入ったウォルターは酸素不足のため、以前宇宙船内に閉じ込められてペイジと愛し合う幻覚を見たことを思い出す。皆が自分の幻覚を知っていることに気づいたウォルターは、ペイジに向き合えずに解雇するが、エリアの会社の仕事を見つけてやる。                                             |      |                              |                                    |                    |                |                 |
| 69 | 23   | ハッピー・ウエディング       | Something Burrowed, Something Blew | Christine Moore    | 2017年5月1日   | 711             |
| ハッピーとトビーの結婚式の当日、ワイオミング州の地下炭鉱が火災を起こし、通信ケーブルと核廃棄物保管施設に迫る炎をスコーピオンが消火する。式場の予約に遅れたチームは、ペイジが準備した馴染の店の駐車場で式を挙げ、ペイジの代わりに雇われたレイが牧師の資格を生かして二人を結婚させる。ウォルターとペイジは愛を告白しあう。フランス領ポリネシアでの波力発電機の設置を頼まれ、チームは二人のハネムーンを兼ねてタヒチ島に飛ぶが、飛行機は雷撃と乱気流に遭遇して落下し始める。 |      |                              |                                    |                    |                |                 |
| 70 | 24   | 無人島のハネムーン           | Maroon 8                           | Milan Cheylov      | 2017年5月8日   | 752             |
| 乱気流の衝撃で波力発電機が作動して爆発し、飛行機は無人島の砂浜に不時着する。機長は腕を挟まれて挫滅症候群にかかり、チームは即席の人工透析装置を作る。墜落死の恐怖を経験したシルヴェスターは異常に大胆になり、ウォルターはペイジとの恋に舞い上がり、トビーはハッピーの過去を知って驚く。チームは島で三週間待つが助けは来ない。 |      |                              |                                    |                    |                |                 |
| 71 | 25   | スコーピオン漂流記           | Scorp Family Robinson              | Sam Hill           | 2017年5月15日  | 789             |
| ウォルターは磁気異常を作り出して救援を呼ぼうとするがトビーは筏を作ろうとし、チームは分裂する。シルヴェスターは正気を失いつつある。だがラルフと機長が砂穴に落ちた時、チームは団結して二人を救う。上空を通る飛行機にSOSの文字を砂浜に描いて存在を知らせ、チームは救われてロサンゼルスに戻る。ウォルターとペイジは二人だけの時間を持つ。 |      |                              |                                    |                    |                |                 |

### シーズン4 （2017年 - 2018年）
| 通算 | 話数 | タイトル                 | 原題                                                     | 監督                | 米国放送日     | 視聴者数 (万人) |
| --- | ---- | ------------------------ | -------------------------------------------------------- | ------------------- | -------------- | --------------- |
| 72 | 1    | 絶滅の危機               | Extinction                                               | Sam Hill            | 2017年9月25日  | 575             |
| 刑務所内で気候変動のデータからメタン噴出による数日内の地球上全生物の絶滅を予見したマーク・コリンズが連絡をよこす。コリンズは噴出位置を教えずにチームと同行することを要求し、チームはノルウェーで地震による氷の裂け目を探す。ウォルターとペイジは二人の新しい関係が仕事に与える影響に戸惑う。自分の死を告知する誤報に書かれた生涯の要約に、何の特筆もないことでシルヴェスターは落胆する。 |      |                          |                                                          |                     |                |                 |
| 73 | 2    | 旧友の裏切り             | More Extinction                                          | Sam Hill            | 2017年10月2日  | 523             |
| チームはロシア軍幹部のための保養施設からヘリコプターと必要な化合物を盗み出し、雪を降らせてメタン噴出を遅らせる。コリンズはケイブを騙して逃げ、ケイブの逮捕を招く。 |      |                          |                                                          |                     |                |                 |
| 74 | 3    | 母と子の絆               | Grow a Deer, A Female Deer                               | Milan Cheylov       | 2017年10月9日  | 482             |
| スコーピオンはケイブの保釈金を工面したため、アフリカでサイの密猟の取り締まりを引き受ける。密猟者に撃たれた妊娠中の希少種の鹿を見つけ、胎児のために人工子宮を作って母子を救う。ラルフは衛星電話のネットワークを解読して密猟組織を解明する。ラルフはシルヴェスターの下で議員インターンをしているパティに恋をする。 |      |                          |                                                          |                     |                |                 |
| 75 | 4    | 不本意な三角関係         | Nuke Kids on the Block                                   | エロディ・キーン    | 2017年10月16日 | 484             |
| ペイジはハッピーを交えずウォルターと二人だけの時間を欲しがって、ハッピーはわだかまりを持つ。スコーピオンは古い核ミサイルの処理を請け負うが、ハッピーのミスで燃料が漏れてしまい、核爆発の危険が迫る。燃料漏れを止めることに失敗するが、故意に爆発を起こして弾頭を発射して無人地帯に落とす。核弾頭が起動してしまうが、ハッピーが解除する。シルヴェスターは科学クラブの予算を確保する方法を見つけ、自らケイブの弁護士になる。ハッピーは子供を欲しい気持ちに目覚める。 |      |                          |                                                          |                     |                |                 |
| 76 | 5    | 夢のハイテクライフ       | Sci Hard                                                 | ドワイト・H・リトル | 2017年10月23日 | 515             |
| スライが弁護士試験を受ける間、他のメンバーはハイテクショーに行く。覆面の男たちがショーをハイジャックし、エリアの金を狙う。スライが試験を抜け出してチームを助け、ケイブが犯人を制圧する。スライは合格する。 |      |                          |                                                          |                     |                |                 |
| 77 | 6    | 幽霊船を止めろ           | Queen Scary                                              | Omar Madha          | 2017年10月30日 | 493             |
| チームはクイーン・マリー号で幽霊現象を調べるドキュメンタリーの仕事を引き受けるが、ウォルターはバカにして居残る。無人船を誘導するアンテナが原因であることがわかるが、アンテナの故障によりガスを搭載した無人船が製油所に衝突しそうになる。ウォルターは無人船に乗り込み、チームは船のソナーに大音響をあてて船を停止させる。ケイブは裁判のことを心配する。 |      |                          |                                                          |                     |                |                 |
| 78 | 7    | 水と共に去りぬ           | Go With the Flo(rence)                                   | Sam Hill            | 2017年11月6日  | 518             |
| スコーピオンの隣に化学者のフローレンス(フロー)が引っ越してきて、騒音に文句を言う。MI6のジェマの依頼で、チームはイギリスのレーザー衛星の制御をテロリストから取り返そうとする。衛星は核施設を狙い、ロスは核汚染の危機に陥る。制御は取り戻されるが、衛星は別の国のものであったことがわかり、ウォルターは衛星の軌道を外宇宙に向ける。 |      |                          |                                                          |                     |                |                 |
| 79 | 8    | ルネサンスの危機         | Faire is Foul                                            | Sanford Bookstaver  | 2017年11月13日 | 474             |
| スライはケイブの裁判で弁護士を務めるがうまくいかない。チームはスライの誕生日を祝って、仮装してルネサンス祭りに出席する。ギャングが停電を起こして付近の警察の証拠品倉庫に侵入し、ボスの有罪の証拠を盗み出そうとする。チームは祭りに集まったヲタクたちとともにギャングを倒す。 |      |                          |                                                          |                     |                |                 |
| 80 | 9    | 海月に誘われて           | It's Raining Men (of War)                                | Antonio Negret      | 2017年11月20日 | 513             |
| 感謝祭の日、チームは洋上のプラスティックごみを処理するために、フローの結合剤を使うが、毒性のクラゲを大量に引き寄せてしまう。船のエンジンはかからず、船体に穴があき、フローは海に落ちてクラゲに刺されて重体となる。ウォルターは危険を冒してフローを救う。トビーはケイブの心の傷を治療する。 |      |                          |                                                          |                     |                |                 |
| 81 | 10   | ファミリービジネス       | Crime Every Mountain                                     | Sam Hill            | 2017年11月27日 | 550             |
| ウォルターはケイブを失うことを恐れて距離を置く。裁判の迫るケイブとスライを残し、チームはウインチを試験しに行き飛行機事故を目撃する。だが乗っていた麻薬業者の父娘にウォルターとケイブが捕らえられる。トビーが二人を救い、チームは父娘を捕える。スライとケイブはコリンズを捕えようとして失敗して罠にかかり、ケイブの収賄が偽装される。スライはケイブの裁判を陪審員抜きで行い、裁判官に直接訴えることにする。 |      |                          |                                                          |                     |                |                 |
| 82 | 11   | 運命の日                 | Who Let the Dog Out ('Cause Now It's Stuck In a Cistern) | Omar Madha          | 2017年12月11日 | 592             |
| スライを除くチームは非公開となったケイブの裁判を傍聴できず、近所で穴に落ちた犬を救う。ケイブに代わる国土安全保障省の担当が観察し、チームについて好意的な報告をする。裁判でスライは収賄の嫌疑を晴らし、200年前の海事裁判の判例を持ち出して無罪を勝ち取る。トビーとフローはケイブを救おうとして法律違反を犯すが、スライが軽い罰でおさめる。ケイブは感謝の品をチーム全員に贈る。 |      |                          |                                                          |                     |                |                 |
| 83 | 12   | ひとりぼっちのクリスマス | A Christmas Car-Roll                                     | レヴァー・バートン  | 2017年12月11日 | 535             |
| クリスマスの日、ウォルターは一人で働くが階段から落ちて瀕死の重傷を負う。フローレンスが見つけ、チームメンバーが駆けつけて彼を救おうとする間、ウォルターは夢の中でスコーピオンが結成されない別の世界を経験する。夢の中、彼はフローレンスと結婚し、ケイブは警察署長となり、スライはゲーム会社を経営し、トビーは著名な演説家であり、ハッピーは名車についてのポッドキャストを運営し、ペイジはレストランのチェーンを経営し、ラルフは孤独な少年である。レイの助言でウォルターはスコーピオンチームを結集させ、自動車事故で閉じ込められた自分の分身を救い出そうとする。現実世界で、チームはウォルターを救い、彼は病院で目覚める。ウォルターは仲間たちとフローレンスを新たな目で見る。   |      |                          |                                                          |                     |                |                 |
| 84 | 13   | 生存者たち               | The Bunker Games                                         | Milan Cheylov       | 2017年1月15日  | 562             |
| チームは核シェルターのAIの検査に雇われるが、トビーの参加は雇用主に拒否され、ペイジは復職のための身体テストに備えるケイブとともに残る。雇用主はトビーのライバルのクインシーと、その妻でトビーの元婚約者のエイミーであることがわかる。怪しんだトビーがシェルターに入ると、AIのドリーはトビーを危険とみなしてシェルターを閉鎖し、脱出の試みに対して毒ガスを放出する。外にいるケイブとペイジの助けで、チームは何とか脱出する。ハッピーは美人で成功者のエイミーに嫉妬するが、二人は和解する。エイミーは臆病なクインシーに愛想をつかす。 |      |                          |                                                          |                     |                |                 |
| 85 | 14   | 灯台よ闇を照らせ         | Lighthouse of the Rising Sun                             | Sam Hill            | 2017年1月22日  | 523             |
| 太陽フレアの影響で南カルフォルニアは全面的に電気と通信が停止する。チームは二人のテイーンエイジャーが乗る飛行機を着陸させようと手を尽くす。古い灯台を点灯させ、飛行機のデータを集め、ドローンを飛行機に接着させて指示を伝えるが、飛行機の損傷のため失敗する。ウォルターは面倒を見ていた科学クラブの子供たちの助けで二人の命を救う方法を考えつく。ケイブは二人に愛を告白させ、自分もアリーに告白する。ウォルターがフローと結婚した夢を見たことにこだわっていたペイジは、フローの投資家へのアプローチの仕方を助言して和解する。ラルフはスライの再選キャンペーンでパティのアシスタントになる。                                                                                     |      |                          |                                                          |                     |                |                 |
| 86 | 15   | 波にのまれて             | Wave Goodbye                                             | Jeff T. Thomas      | 2018年1月29日  | 582             |
| チームは地震で損傷した原子炉の修理を依頼されてメキシコに行く。スライは愛読書の著者のサインをもらうために残り、トビーは背中を痛めたふりをして残る。大地震が起きて原子炉と町の住民に危機が迫り、ハッピーは命を懸けて泡を発生させ津波を止める。トビーは元婚約者エイミーが夫に盗まれたIDを取り戻すためにギャンブルに戻り、仇敵のグーチと対決して殺されそうになるが、ハッピーが駆けつけて救う。 |      |                          |                                                          |                     |                |                 |
| 87 | 16   | バレンタインの風         | Nerd, Wind and Fire                                      | Bethany Rooney      | 2018年2月5日   | 555             |
| バレンタインの日、瀕死の重傷患者のもとに急ぐ外科医の乗るヘリコプターが建設中のビルに衝突してチームが呼ばれる。トビーが患者を延命させる間、ウォルターはロープでビルに渡って外科医を救出するがヘリの爆発が迫り、自分は強風を利用してビルの下の階に飛び移る。トビーとハッピーは不妊検査を受けてトビーの側の問題がわかり、チームは治療費を集める。ラルフはパティの好きな男の子に勉強を教えるよう頼まれる。スライとフローの間には恋愛感情が生じる。 |      |                          |                                                          |                     |                |                 |
| 88 | 17   | 凡人になった天才たち     | Dumbster Fire                                            | Sanford Bookstaver  | 2018年2月26日  | 506             |
| チームはコロラド州の深地下の粒子加速器での発見を実証する。プレーリードッグのいたずらにより故障が生じ、高気圧のためにIQが低下した天才たちは復旧に失敗してブラックホール発生の危険が迫る。トビーは倒れるが、地上に残ったペイジとケイブの指示で作った真空により知能が復活し、愚かになった天才たちを指導して事態を解決する。地上に戻ったスライはプラスティック容器入りの飲料水を削減するために水道水の品質を改善する浄化フィルターを考案する。 |      |                          |                                                          |                     |                |                 |
| 89 | 18   | まだ見ぬ命のために       | Dork Day Afternoon                                       | Steven A. Adelson   | 2018年3月5日   | 551             |
| ハッピーの人工授精のために、トビーは家で採取した精子を携えてウォルターの車で病院に急行する。だがウォルターが銀行に寄り道したために銀行強盗に巻き込まれる。二人は外のメンバー及び警察と協力して強盗を制圧し、時間内にトビーの精子を届ける。スライはフローをデートに誘ったつもりだったが誤解される。 |      |                          |                                                          |                     |                |                 |
| 90 | 19   | 沼地のワニを追え         | Gator Done                                               | Omar Madha          | 2018年3月19日  | 482             |
| ニューオーリンズで蚊による疫病が流行り、チームは妊活中のハッピーを置いて湿地帯に向かい不妊化の遺伝子改変をほどこした蚊を放とうする。だが蚊を入れた容器が沼に落ちてワニに飲み込まれ、ウォルターがワニを撃った麻酔弾はケイブに当たってしまう。ウォルターとペイジはワニに容器を吐き出させ、無事に蚊を放出する。トビーは命を懸けてケイブを救い、大人になって父親になる覚悟を決める。パティはいじめで学校に遅刻したため、スライは学校に抗議して取り消させ、ラルフはパティのために仕返しする。ペイジから罪のない嘘のつき方を学んだウォルターは、ペイジが講演会に気の進まないのを見て取って、嘘をついて代わりにフローと出かける。                                                     |      |                          |                                                          |                     |                |                 |
| 91 | 20   | 天才よ、ヒットを飛ばせ   | Foul Balls                                               | Nick Santora        | 2018年3月26日  | 484             |
| チームは株式分配案をめぐってもめる。スコーピオンとケイブを嫌う国土安全省長官は政府との契約を賭けたソフトボールの試合をチームに挑む。友人たちを集めたチームは当初苦戦するが、科学知識を使い始めて逆襲する。かつて実の父親の前でスポーツをして恥をかいたウォルターは、トラウマから自分とケイブが試合に出られないよう仕組む。トビーとハッピーはウォルターがフローと講演会に行ったことを知って怪しむ。ウォルターとケイブは試合に間に合い、勝利して契約を守る。 |      |                          |                                                          |                     |                |                 |
| 92 | 21   | リスキー・フライト       | Kenny and the Jet                                        | Jeff T. Thomas      | 2018年4月9日   | 544             |
| ケイブ、スライ、ペイジ、ラルフが浄水フィルターをハワイに売り込みに行った帰りの飛行機で、携帯電話の電波が貨物室で検出される。爆弾を疑い4人が調査すると、母と離婚した父と離れたくない少年ケニーが車輪格納庫に隠れて密航している。酸素不足と低温からケニーを守ろうとするとエンジンが出火し、ペイジが命を懸けてケニーを救う。妊活がうまくいかないハッピーは向こう見ずな行動をとる。ウォルターは嘘をペイジに白状できない。ラルフはパティをデートに誘うが断られる。フィルターが売れ、スライはフローをデートに誘う決心がつく。 |      |                          |                                                          |                     |                |                 |
| 93 | 22   | 最後の裏切り             | A Lie in the Sand                                        | Sam Hill            | 2018年4月16日  | 522             |
| スコーピオンはスライのペンパルによってアフリカの村に呼ばれ、平和交渉にとって重要な長老の重病の危機を救うため、地雷原を通って医療機器の発電機のための燃料を運ぶ。砂嵐でウォルターとハッピーは危険にさらされるが無事燃料を運ぶ。トビーは長老が誤診されていることに気づき、地元の医者の抗議を圧して命を救い、平和交渉は成功する。この経験でトビーとハッピーは不妊治療ではなく養子を考え始める。ペイジはウォルターの嘘に気づき、フローはウォルターへの想いを告白してスライは傷つく。この騒動が起点となりペイジ、スライ、トビー、ハッピーはチームを去る。2週間後、スコーピオン2.0はウォルター、ケイブ、フローだけとなり、残りのメンバーは別のチームを結成して競争相手となっていた。 |      |                          |                                                          |                     |                |                 |

## 日本語版スタッフ
- 翻訳 - 光瀬憲子、沢田淳子
- 演出 - 福永莞爾
- 録音・調整 - 高久孝雄[100]
- 制作 - 加藤真之（シーズン1 - 3）→東北新社（シーズン4）
- 配給 - CBSスタジオズ・インターナショナル